# Allocricetulus curtatus
Il criceto mongolo (Allocricetulus curtatus) è un roditore appartenente alla famiglia dei Cricetidae.
È stato trovato in Cina e in Mongolia.

## Fonte
- Rodent Specialist Group 1996.  Allocricetulus curtatus.   2006 IUCN Red List of Threatened Species.   Downloaded on 09 July 2007.